# Großer Wiesenknopf
Der Große Wiesenknopf (Sanguisorba officinalis), auch Groß-Wiesenknopf und Blutströpfchen genannt, ist eine Pflanzenart aus der Gattung Wiesenknopf (Sanguisorba) innerhalb der Familie der Rosengewächse (Rosaceae). Deutschsprachig wird sie auch Große Bibernelle genannt, darf aber nicht mit den Bibernellen (Pimpinella) aus der Familie der Doldenblütler (Apiaceae) verwechselt werden.

## Beschreibung

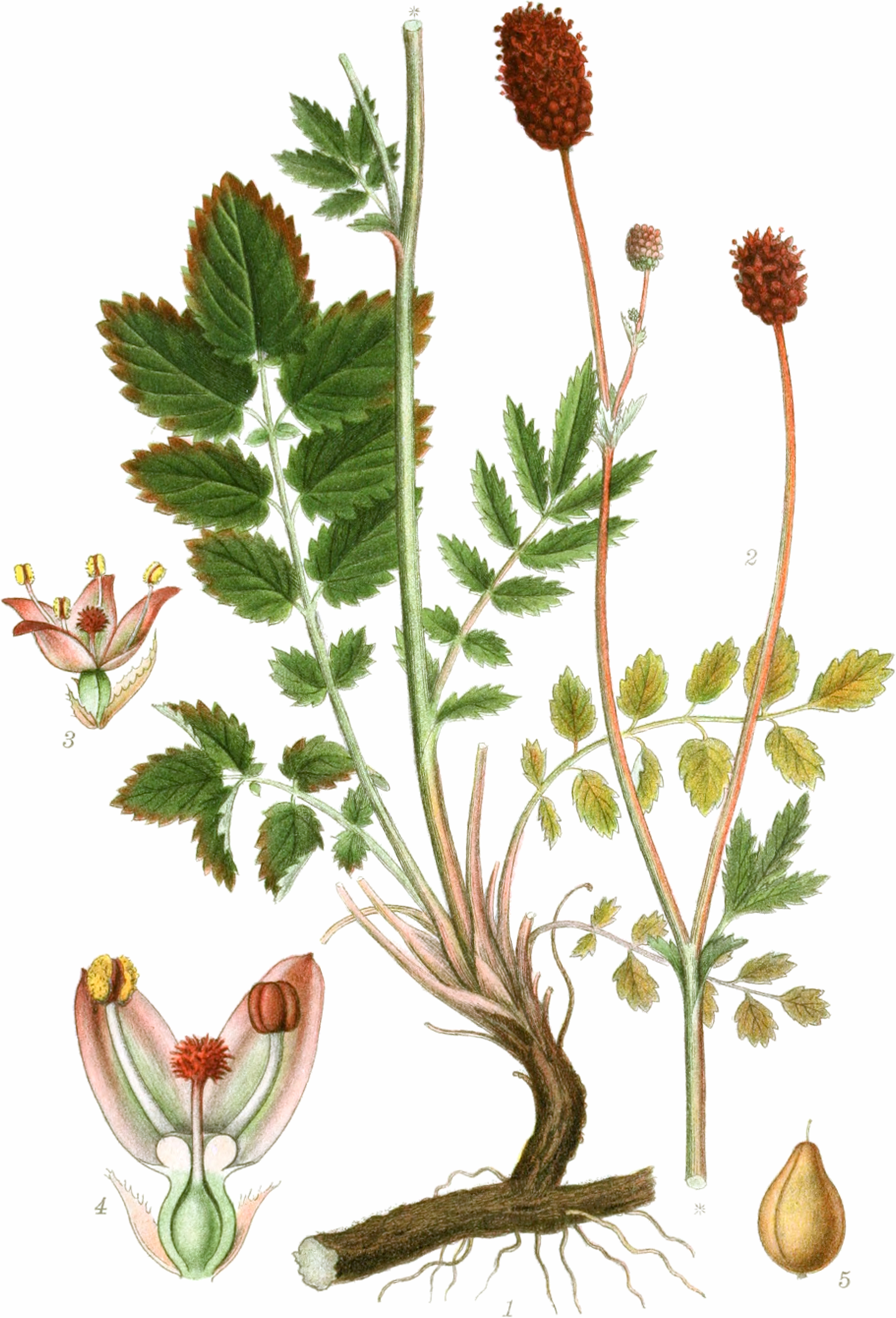
Illustration aus Bilder ur Nordens Flora von Carl Axel Magnus Lindman

### Vegetative Merkmale
Der Große Wiesenknopf wächst als ausdauernde krautige Pflanze und erreicht Wuchshöhen von 30 bis zu 120 Zentimetern. Der aufrechte Stängel ist rund oder vierkantig, gerillt und kahl, manchmal ist die Basis behaart. Die grundständig und wechselständig am Stängel verteilt angeordneten Laubblätter sind gestielt und unpaarig gefiedert, mit drei bis sechs Fiederpaaren. Die Blattoberseite ist dunkelgrün, die Unterseite blaugrün. Die Internodien des Stängels sind am Grunde verkürzt, sodass die Laubblätter dort eine Rosette bilden. Die grundständigen Nebenblätter sind braun und häutig. Am Stängel sind die Nebenblätter groß, krautig und spitz gesägt.
Die grundständigen Blätter sind 20 bis 40 Zentimeter lang und haben 3 bis 8 Paare von Fiederblättchen. Die Fiederblättchen sind rund bis eiförmig-elliptisch, 10 bis 60 Millimeter lang und haben einen 5 bis 10 Millimeter langen Stiel. Ihr Rand ist gezähnt und hat auf jeder Seite 8 bis 17 Zähnchen.

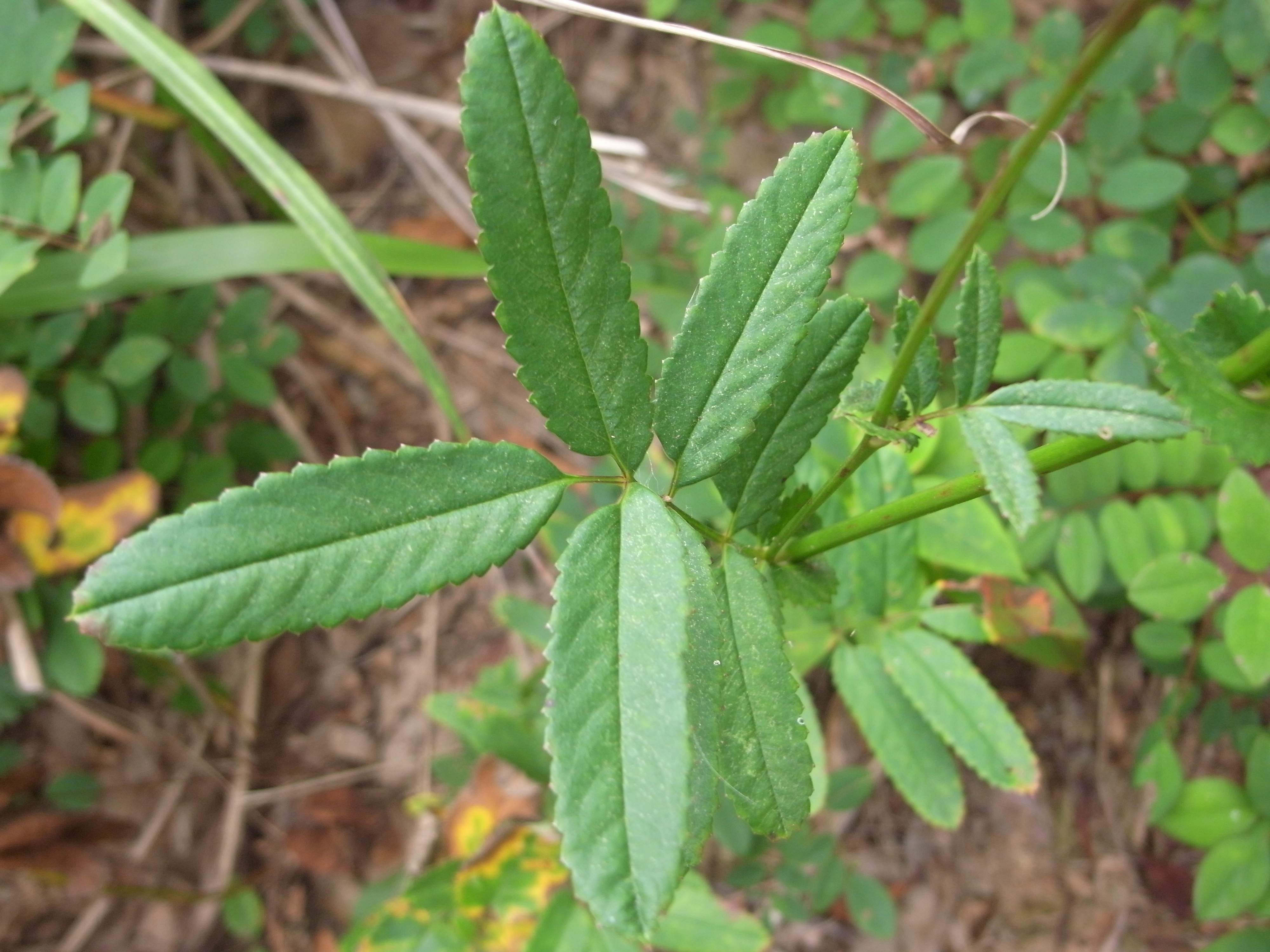
Unpaarig gefiedertes Laubblatt
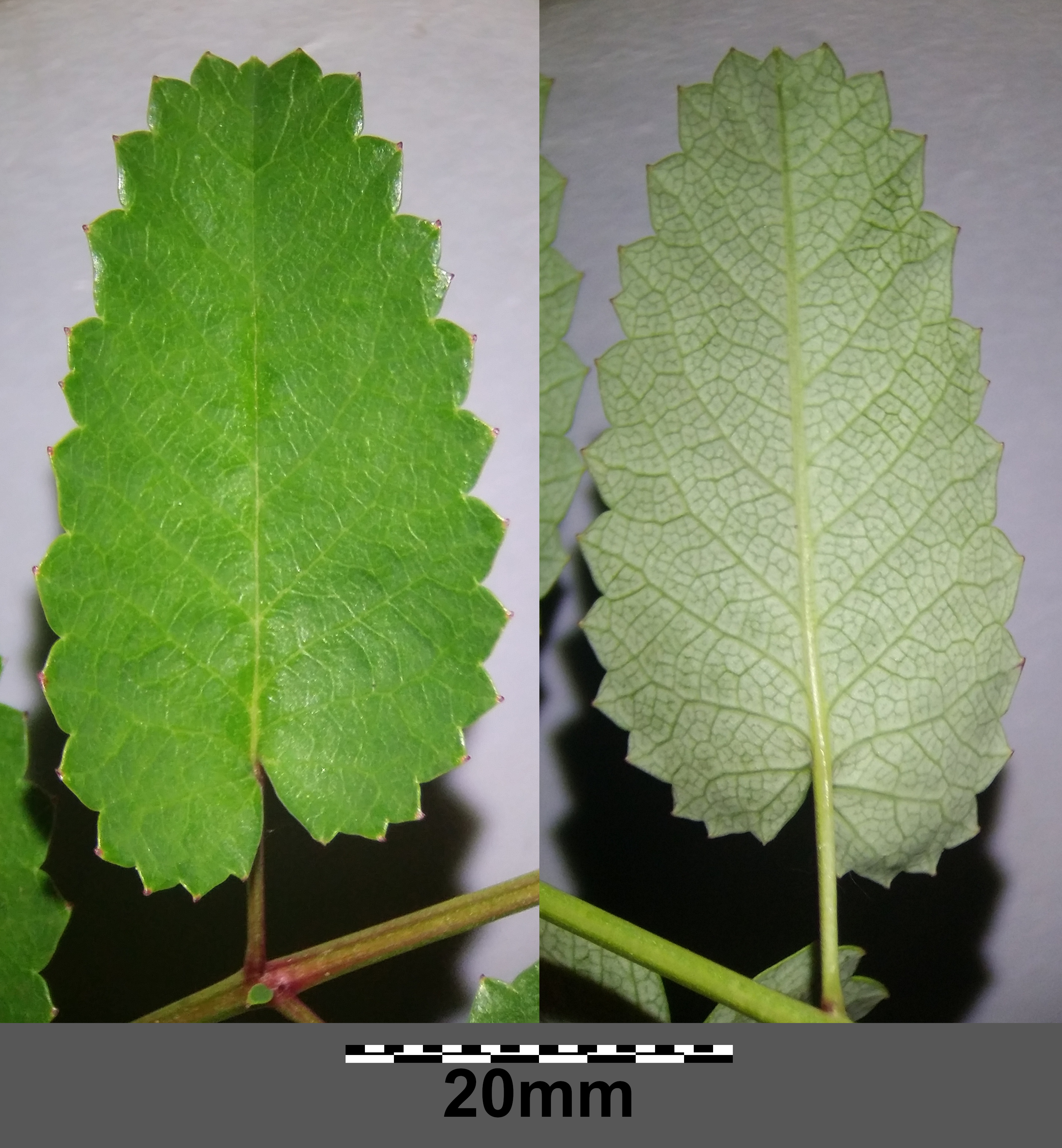
Blattober- und Blattunterseite der Fiederblättchen

### Generative Merkmale

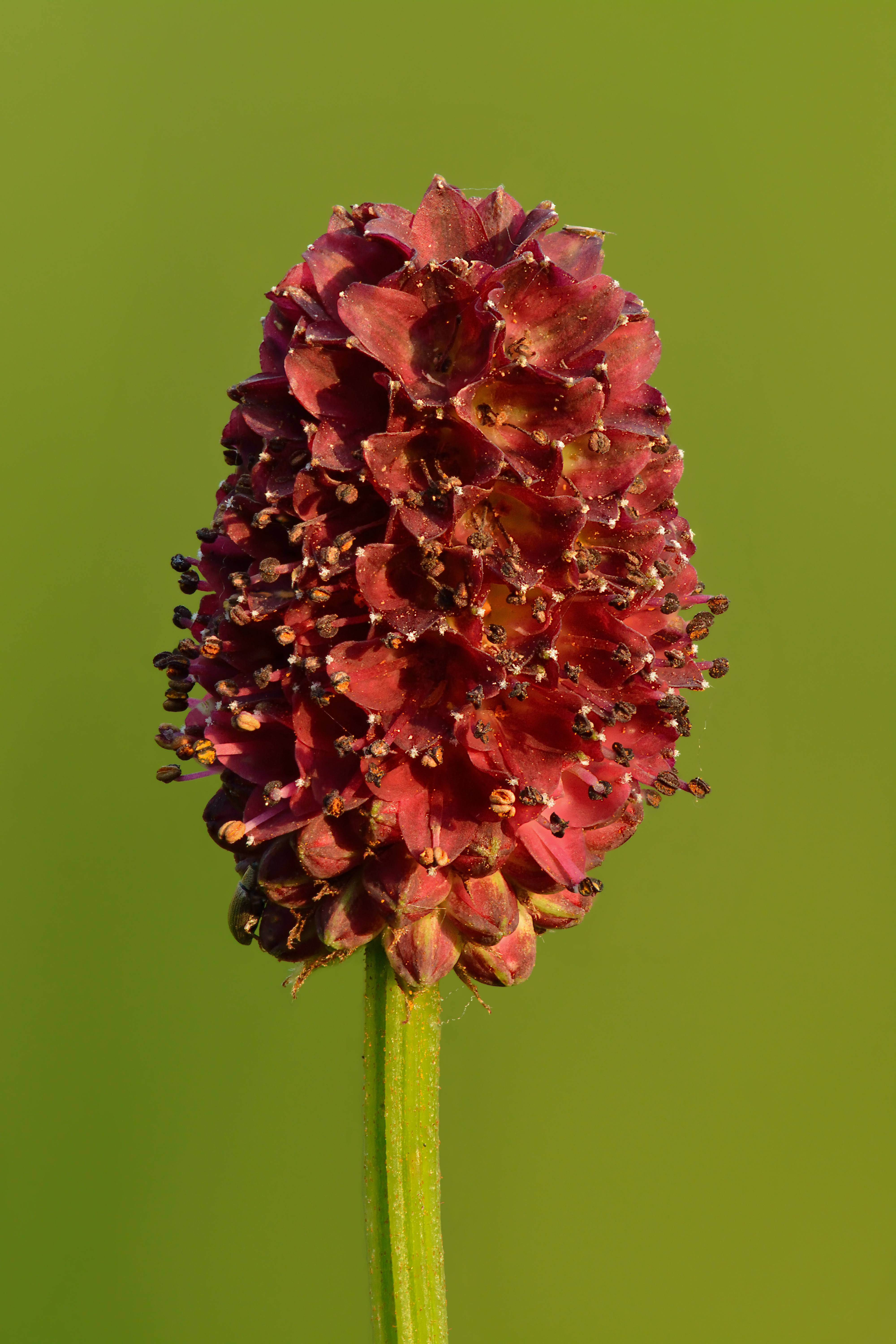
Blütenstand

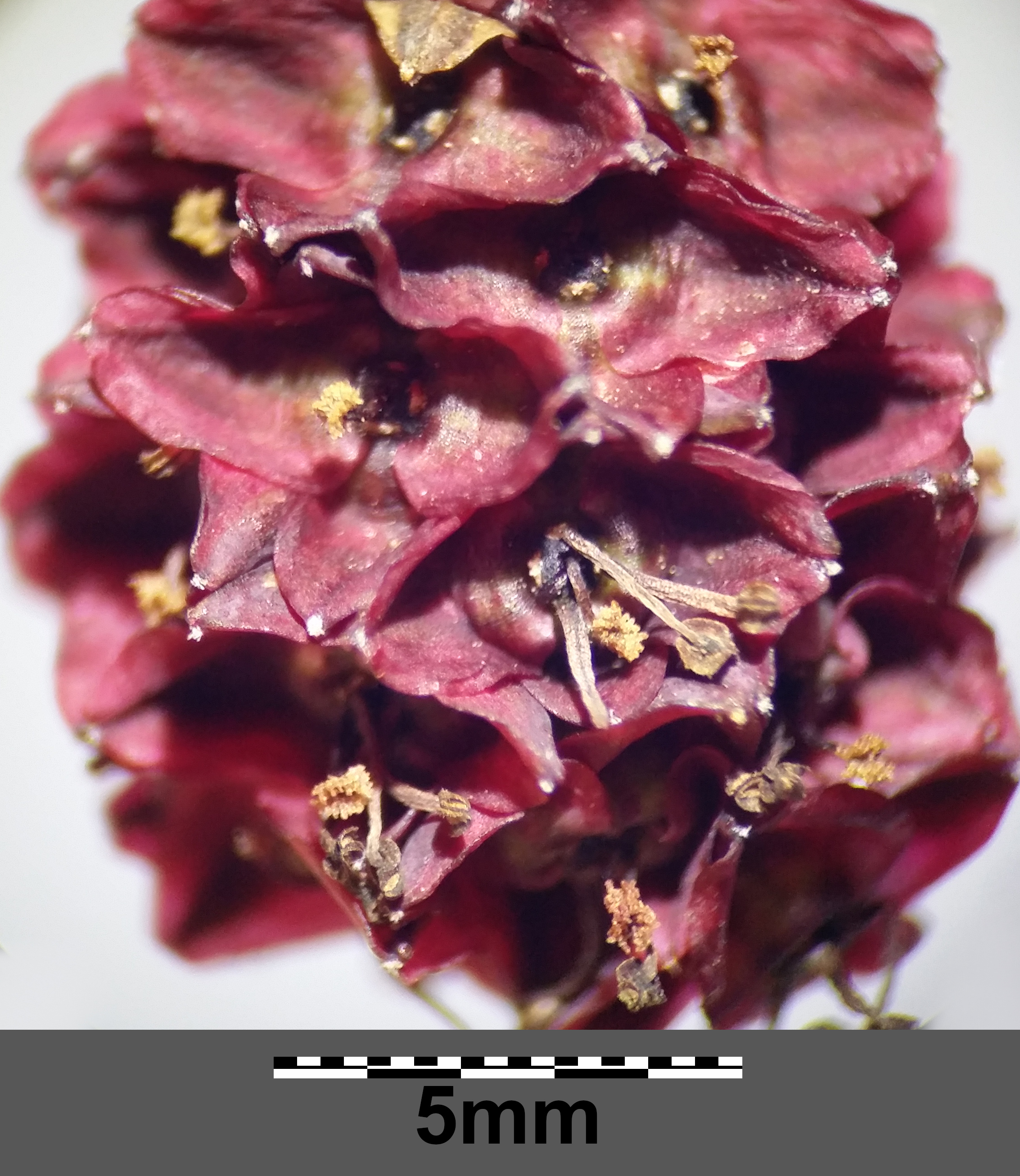
Blüten

Die Blütezeit ist von Juni bis September. Die aufrechten, dunkel-rotbraunen, eilänglichen, kopfigen Blütenstände weisen eine Länge von 1 bis 3(–6) Zentimetern und einen Durchmesser von etwa 1 Zentimeter auf. Sie enthalten etwa 20 bis 40 Blüten, die von der Spitze des Köpfchens her zur Basis hin aufblühen. Die zwittrigen Blüten besitzen vier Staubblätter und einen Griffel mit kopfiger Narbe. Die kurzen und starren Staubblätter sind etwa so lang wie der Kelch. Ein Nektarring ist vorhanden. Die vier Kelchblätter sind dunkel-rotbraun bis purpurfarben. Die Deckblätter sind lanzettlich und kürzer bis fast so lang wie die Kelchblätter. Kronblätter fehlen bei dieser Art.
In den braunen bis rotbraunen, annähernd eiförmigen Früchten, die 3,1–3,8 Millimeter lang und 1,5–2,2 Millimeter breit sind, sind die Samen vom erhärteten, vierrippigen Blütenbecher eingeschlossen. Zum Teil werden die Rippen auch als schmale Flügel bezeichnet. Der Bereich zwischen den Rippen (Flügeln) ist glatt oder leicht rau.
Die Chromosomenzahl beträgt 2n = 14, 28, 42 oder 56.

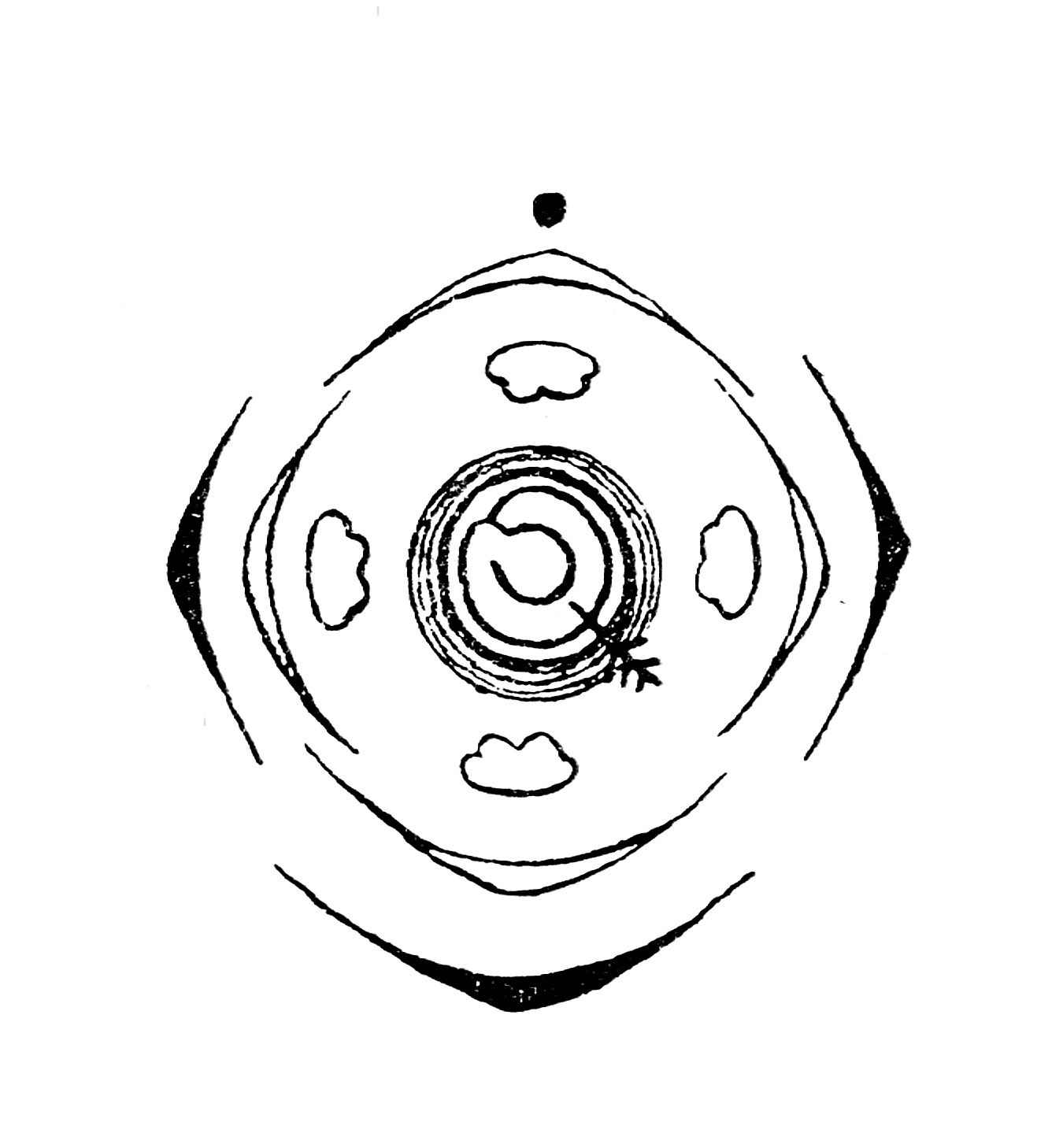
Blütendiagramm
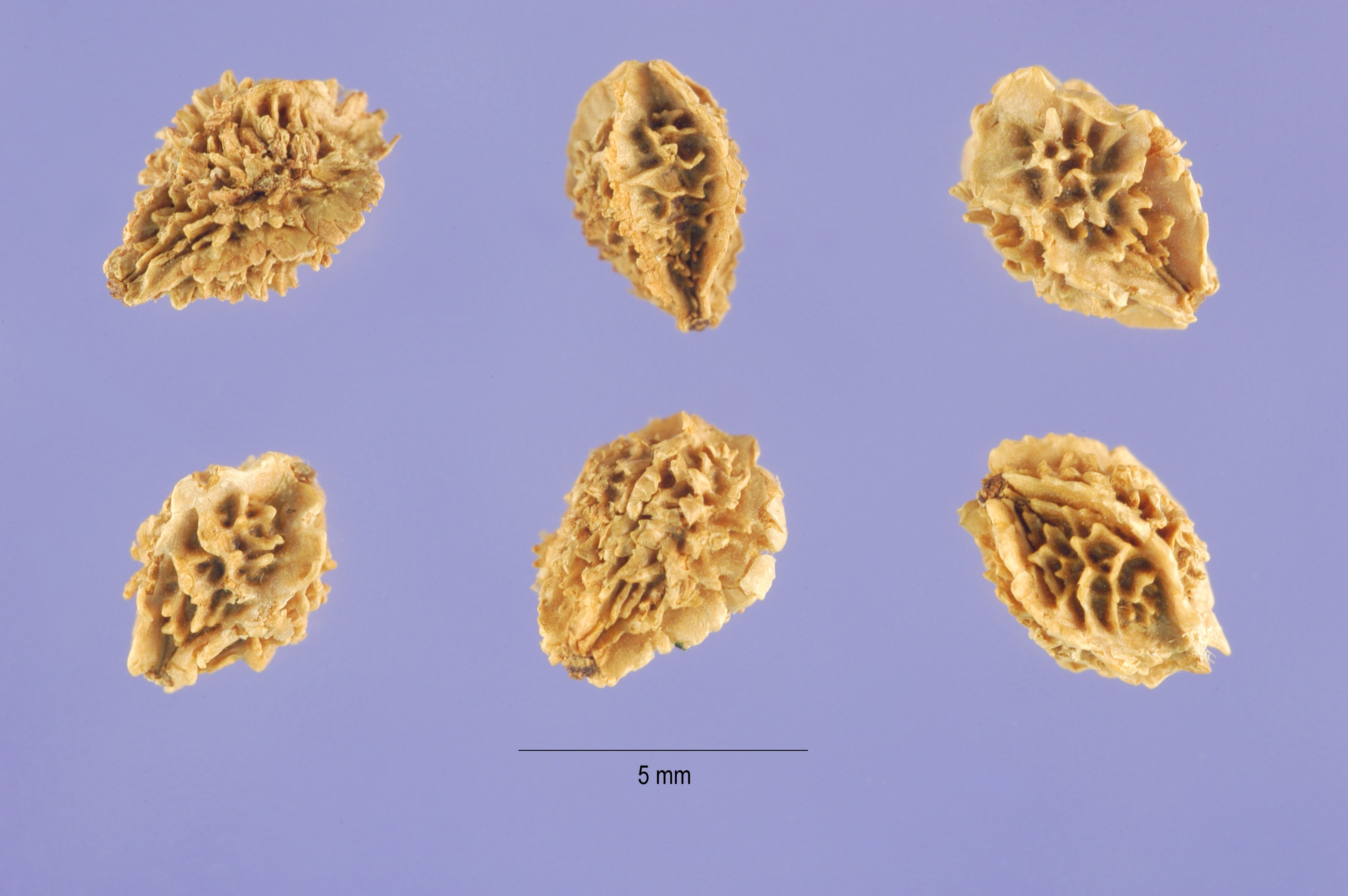
Früchte

## Vorkommen
Der Große Wiesenknopf besitzt eine eurasische und nordamerikanische Verbreitung. Er kommt von Spanien bis nach Ostasien (Südchina) vor und darüber hinaus im westlichen Nordamerika. In Europa gibt es Vorkommen in allen Ländern außer in Portugal und in Spitzbergen. Die Ursprünglichkeit ist zweifelhaft in Dänemark; in Finnland und in Peru ist die Art ein Neophyt.
Man findet den Großen Wiesenknopf in der kollinen bis subalpinen Höhenstufe. Auf dem Großen St. Bernhard steigt er bis auf 2300 Meter auf. Im Allgäu erreicht er  bei Riezlern im Kleinen Walsertal 1170 Meter Meereshöhe. Im Schwarzwald steigt er bis 1400 Meter auf.
Es handelt sich beim Großen Wiesenknopf um eine typische Art der wechselfeuchten Nasswiesen und der Moorwiesen. Pflanzensoziologisch wird sie den Pfeifengraswiesen (Molinion) und den Sumpfdotterblumenwiesen (Calthion) zugeordnet.
Die ökologischen Zeigerwerte nach Landolt et al. 2010 sind in der Schweiz: Feuchtezahl F = 3+w+ (feucht aber stark wechselnd), Lichtzahl L = 4 (hell), Reaktionszahl R = 3 (schwach sauer bis neutral), Temperaturzahl T = 3+ (unter-montan und ober-kollin), Nährstoffzahl N = 4 (nährstoffreich), Kontinentalitätszahl K = 3 (subozeanisch bis subkontinental).

## Synökologie

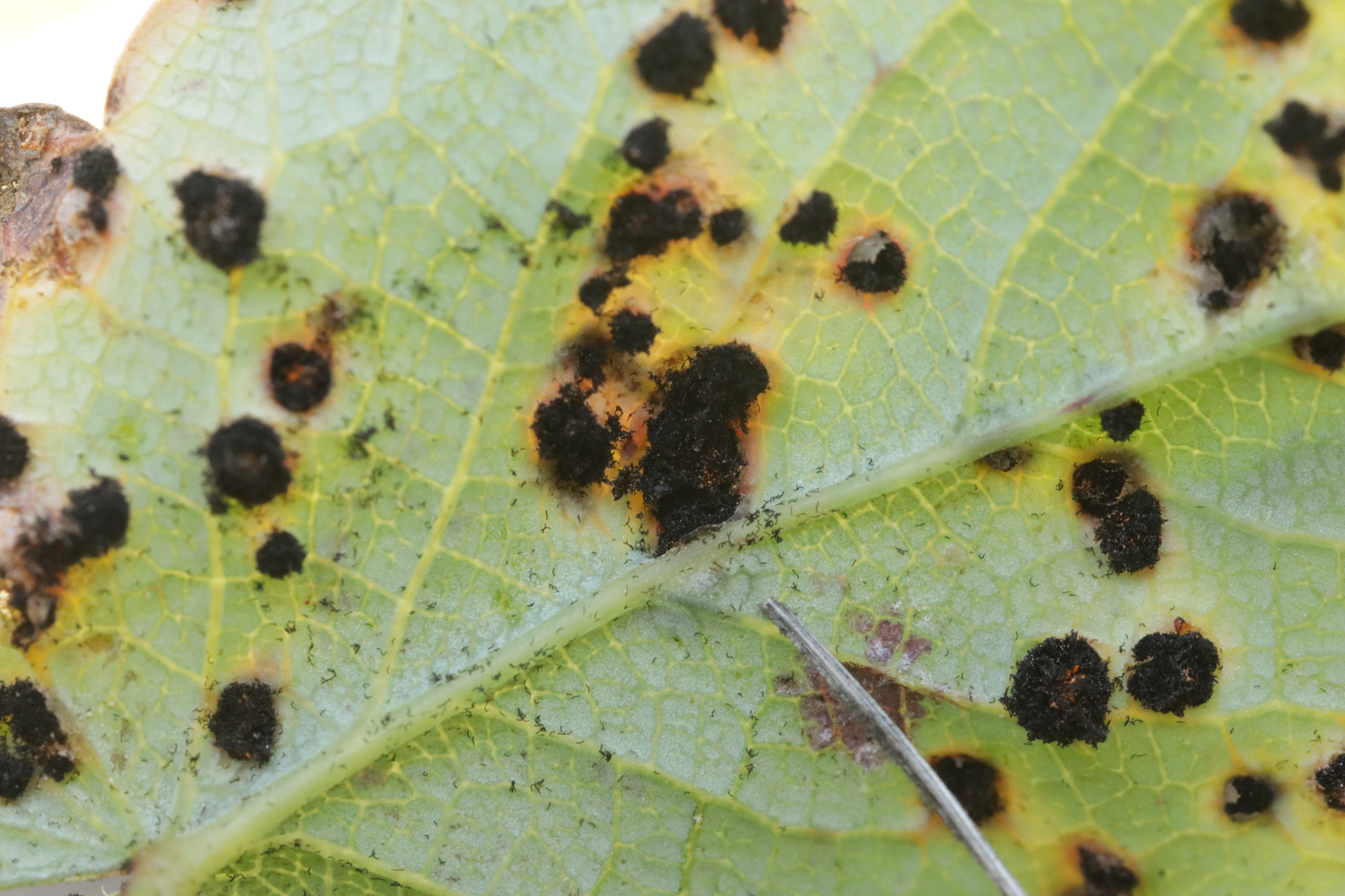
Der Rostpilz Xenodochus carbonarius auf Blättchen des Großen Wiesenknopfs

Blütenbiologisch sind homogame „Nektar führende Scheibenblumen“ vorhanden. Der Insektenbesuch ist lebhaft; aber auch spontane Selbstbestäubung ist möglich.
Der Große Wiesenknopf ist Nektar- und/oder Raupenfutterpflanze für einige Schmetterlingsarten. Die Weibchen des Dunklen Wiesenknopf-Ameisenbläulings (Phengaris nausithous) wie auch des Hellen Wiesenknopf-Ameisenbläulings (Phengaris teleius) legen ihre Eier auf den noch ungeöffneten Blütenköpfen des Großen Wiesenknopfes ab. Die Falter benutzen dazu eine Legeröhre. Wenn die Raupe schlüpft, so frisst sie sich entlang der Blütenspindel einen Gang, den sie mit Seide ausspinnt, um den Blütenkopf zusammenzuhalten. Die monophage Raupe ernährt sich nur anfangs vom Großen Wiesenknopf und wird später von Ameisen der Gattung Myrmica in deren Bau getragen, wo auch die Verpuppung stattfindet.
Der Rostpilz Xenodochus carbonarius lebt auf dem Großen Wiesenknopf.

## Taxonomie
Die Erstveröffentlichung von Sanguisorba officinalis erfolgte 1753 durch Carl von Linné in Species Plantarum, Tomus I, Seite 116. Synonyme für Sanguisorba officinalis L. sind. Pimpinella officinalis (L.) Lam., Sanguisorba auriculata Scop., Sanguisorba montana Jord. ex Boreau, Sanguisorba officinalis var. montana (Jord. ex Boreau) Nyman,Sanguisorba cylindrica Charb.

## Inhaltsstoffe
Die oberirdischen Pflanzenteile sind reich an Flavonoiden (z. B. Rutin, Epigallocatechin), Phytosterinen (z. B. β-Sitosterin aber hauptsächlich in Form des entsprechenden Glucosids β-Sitosterin-D-glucosid) und Triterpenen. Außerdem finden sich Gerbstoffe mit den charakteristischen Hauptbestandteilen Casuarinin und Sanguinin, die zur Gruppe der Ellagitannine gehören. Die Samen sind ölhaltig und enthalten Linol- und Linolensäure. Die Wurzeln enthalten u. a. Sanguisorbine (Triterpene) und Cumarin.

## Verwendung in der Pflanzenheilkunde
Bereits das Epitheton officinalis des wissenschaftlichen Namens des Großen Wiesenknopfs (Sanguisorba officinalis) verweist darauf, dass der Große Wiesenknopf als Arzneimittel verwendet wurde bzw. verwendet werden kann. Der botanische Gattungsname Sanguisorba (sanguis für Blut und sorbere für einsaugen) weist zudem auf eine blutstillende Wirkung hin. Dabei galt die dunkelrote Farbe der Blütenköpfchen gemäß der Signaturenlehre als Zeichen für die blutstillenden Eigenschaften der auch Blutströpfchen genannten Pflanze.
Der heute nur noch selten als Heilpflanze verwendete Große Wiesenknopf besitzt eine adstringierende, blutstillende, antidiarrrhoische, antiseptische und entzündungshemmende Wirkung.
In der Volksheilkunde wurden Kraut und Wurzel aufgrund des Gerbstoffanteils zur Wundbehandlung sowie gegen Durchfall eingesetzt.  In vielen Gegenden ist der Große Wiesenknopf Bestandteil der Kräuterweihe.
In Russland und China wird der Große Wiesenknopf häufiger als örtlich blutstillendes Mittel verwendet.
Homöopathische Zubereitungen nutzt man heute noch bei Krampfaderleiden, bei Blutungen im Klimakterium und bei Durchfallerkrankungen.
In alten medizinisch-pharmazeutischen Texten bezeichnete man den Großen Wiesenknopf auch lateinisch mit Pimpinella italica.

## Toxikologie
In Versuchen zeigten Mäuse beim Kontakt mit erhöhten Konzentrationen der Gerbstofffraktion von Sanguisorba officinalis akute toxische Effekte. Außerdem wurden Einflüsse auf das weibliche Hormonsystem festgestellt. Im Rahmen der üblichen Konzentrationen in der Pflanzenheilkunde gibt es keine Berichte über Neben- oder Wechselwirkungen.

## Verwendung als essbare Wildpflanze
Die frischen jungen Blätter und Triebe sowie die knospigen Blütenstände kann man von April bis Juni roh als Salatbeigabe oder gegart in Gemüsegerichten verwenden. Die Pflanze hat einen gurkenartigen Geschmack. Sie ist etwas fester und weniger würzig als der nussig schmeckende Kleine Wiesenknopf (Sanguisorba minor).

## Illustrationen

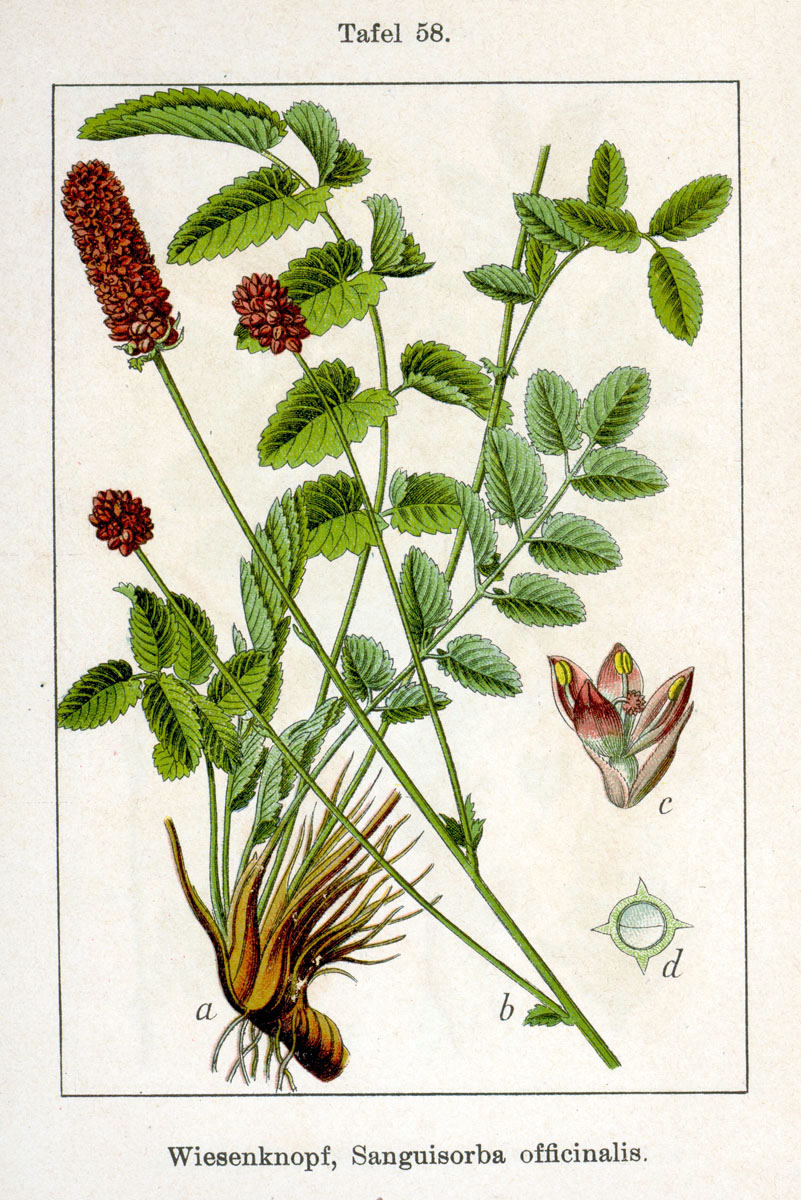
Illustration von Jacob Sturm
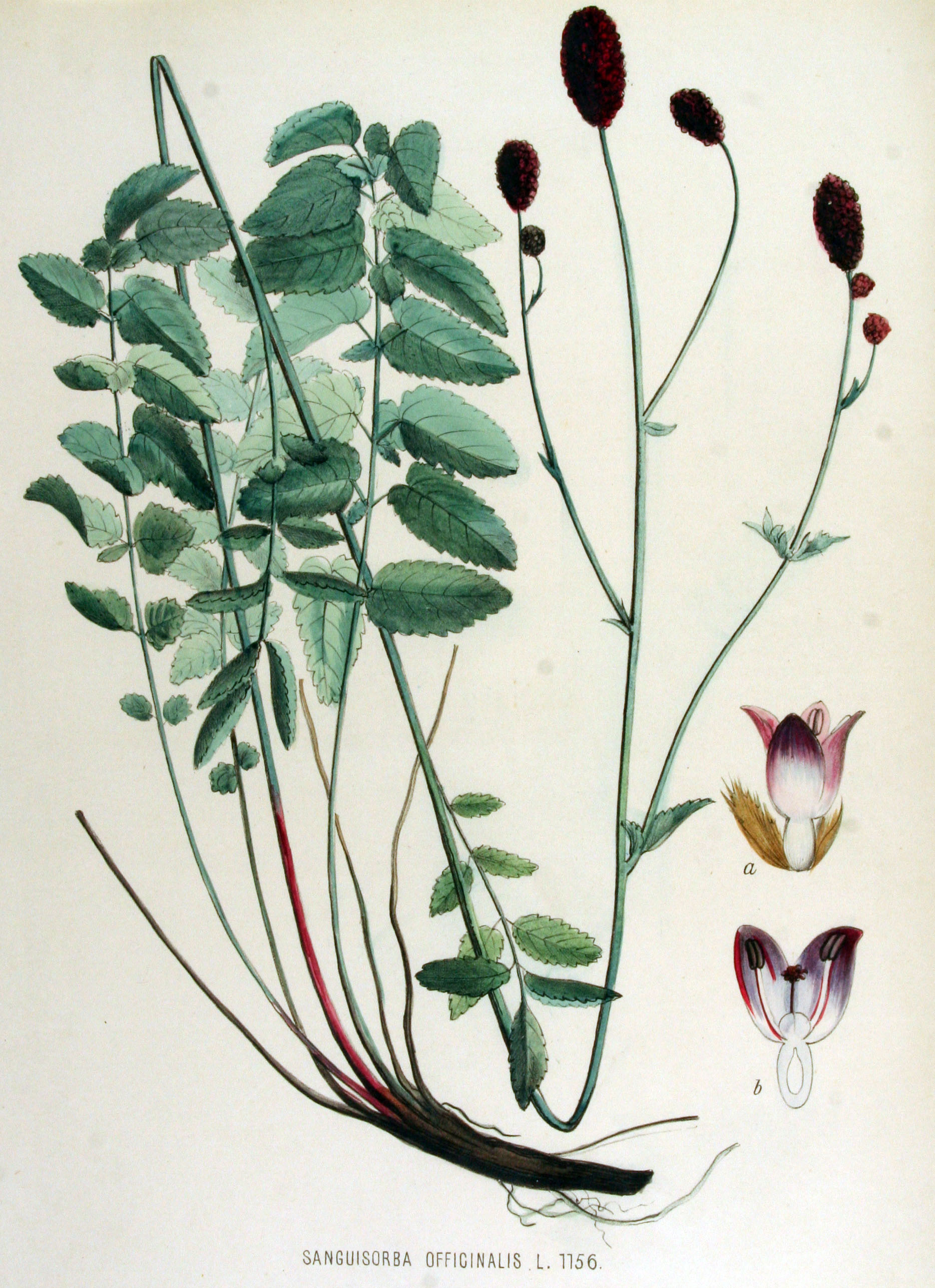
Illustration aus Flora Batava von Jan Kop
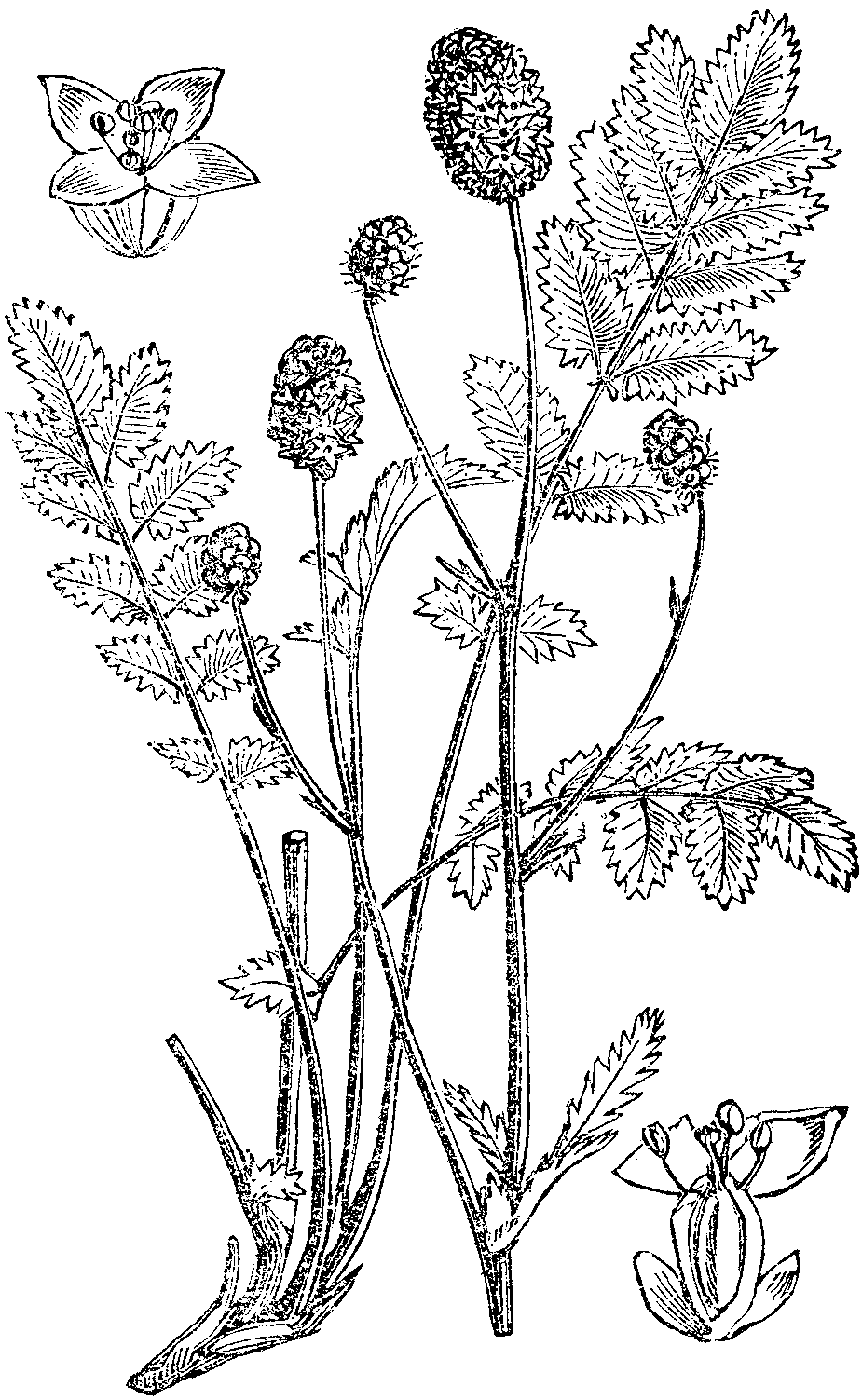
Illustration von Martin Cilenšek

## Sonstiges
Der Große Wiesenknopf wurde von der Loki Schmidt Stiftung zur Blume des Jahres 2021 ernannt.